# Largusoperla micktaylori

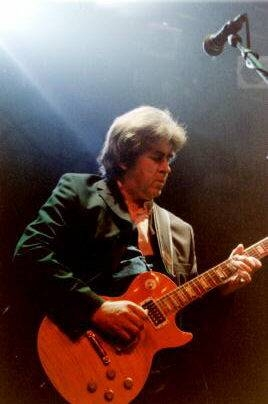
Вид назван в честь рок-музыканта Мика Тейлора

Largusoperla micktaylori (лат.) — ископаемый вид веснянок из семейства Perlidae. Бирманский янтарь (около 99 млн лет, меловой период): Мьянма.

## Этимология
Видовое название дано в честь Мика Тейлора (Mick Taylor), участника рок-группы The Rolling Stones.

## Описание
Мелкие веснянки, длина тела от 8,6 до 10,5 мм, длина переднего крыла около 10 мм (ширина от 3,1 до 3,5 мм). Отличается следующими признаками: задний край субгенитальной пластинки с тремя длинными узкими заостренными отростками на вершине.
Вид Largusoperla micktaylori был впервые описан в 2018 году чешским энтомологом Pavel Sroka (Biology Centre of the Czech Academy of Sciences, Institute of Entomology, Ческе-Будеёвице, Чехия) и немецким палеонтологом Arnold H. Staniczek (Department of Entomology, State Museum of Natural History Stuttgart, Штутгарт, Германия) по материалам из бирманского янтаря. Вместе с Electroneuria ronwoodi, Largusoperla billwymani, Largusoperla charliewattsi и Largusoperla brianjonesi они включены в состав подсемейства Acroneuriinae (Perlidae).